# Так-так сеньйор
Так-так сеньйор (англ. Si Si Senor) — американська короткометражна кінокомедія Роско Арбакла 1930 року.

## У ролях
- Том Патрікола
- Джо Філіпс
- Чаяуіта де Монтес
- Кармел Гурокс